# Zoran Planinić
Pour les articles homonymes, voir Planinić.
Zoran Planinić, né le 2 septembre 1982 à Mostar en Bosnie-Herzégovine est un joueur croate de basket-ball, évoluant au poste de meneur de jeu ou d'arrière. Il mesure 1,99 m.

## Biographie
Lors de la saison 2011-2012, Planinić est le meneur titulaire du BC Khimki Moscou qui remporte l'EuroCoupe. Il est aussi nommé meilleur joueur de la finale (remportée face au Valencia BC). Khimki et Planinić remportent aussi la VTB United League.
Planinić est le meilleur passeur (6,3 passes décisives par rencontre) de l'Euroligue 2012-2013, alors qu'il évolue avec le Khimki Moscou.
En juillet 2013, Planinić rejoint l'Anadolu Efes Spor Kulübü qui évolue en première division turque, pour un contrat de deux ans.

## Club
- Formé à  Cibona Zagreb
- 1999-2000 :  Benston Zagreb
- 2000-2003 :  Cibona Zagreb
- 2003-2006 :  New Jersey Nets (NBA)

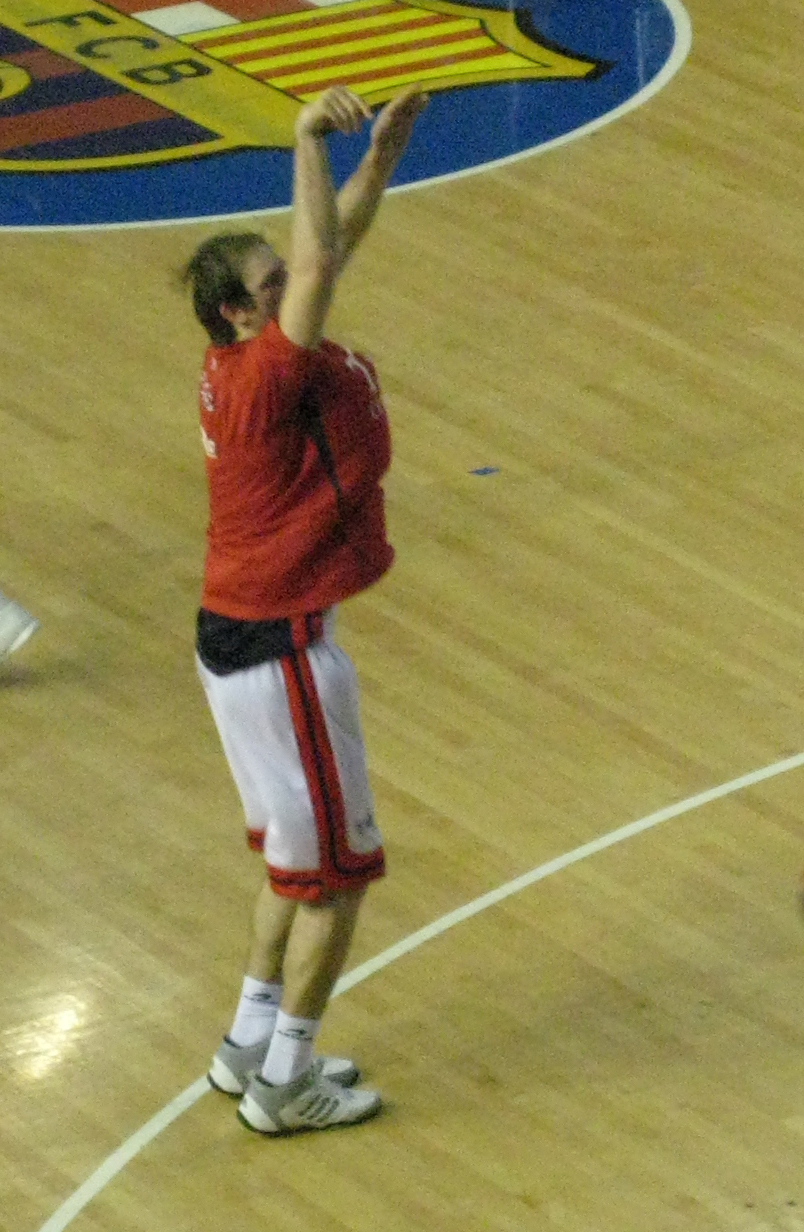
Zoran Planinić

- 2006-2008 :  Taugres Saski Baskonia Vitoria
- 2008-2010 :  CSKA Moscou
- 2010-2013 :  BC Khimki
- depuis 2013 :  Anadolu Efes Spor Kulübü

## Palmarès

### Club
- Vainqueur de l'EuroCoupe 2012
- Champion de Croatie en 2001 et 2002 avec Cibona Zagreb
- Vainqueur de la Coupe de Croatie en 2001 et 2002 avec Cibona Zagreb
- Champion d'Espagne 2008

### Sélection nationale
- Médaille d’argent au Championnat du monde des 21 ans et moins en 2001
- Médaille d’argent au Championnat d'Europe de basket-ball masculin des 18 ans et moins en 2000
- Médaille de bronze au Championnat d'Europe de basket-ball masculin des 18 ans et moins en 1999

### Distinctions personnelles
- Participation au All-Star Game croate 2000
- Meilleur marqueur (16,6 points) au Championnat d'Europe de basket-ball masculin des 18 ans et moins en 2000